# SuperPower (jogo eletrônico)
SuperPower é um jogo desenvolvido pela GolemLabs e publicado pela DreamCatcher Interactive. 
Foi lançado em 28 de março de 2002 para Windows.